# Tursko (Csehország)
Tursko település Csehországban, Nyugat-prágai járásban. Tursko Dolany nad Vltavou, Svrkyně, Holubice, Úholičky, Libčice nad Vltavou és Velké Přílepy településekkel határos. Lakosainak száma 930 fő (2024. január 1.).

## Népesség
A település lakosságának változását az alábbi diagram mutatja:
| Lakosok száma | 574  | 624  | 613  | 513  | 546  | 497  | 812  | 823  | 819  | 930  |
|               | 1869 | 1890 | 1921 | 1950 | 1980 | 2001 | 2017 | 2019 | 2022 | 2024 |